# الیس کورمن
الیس کورمن (انگلیسی: Ellis Corman; ۲۲ سپتامبر ۱۸۹۴ – ۹ اوت ۱۹۵۶) سیاستمدار، و کشاورز اهل کانادا بود.